# Fana Soumah
Fana Soumah né en 1969 à Forécariah en république de Guinée, est un journaliste guinéen.
Depuis le 13 mars 2024, il est le Ministre de l'Information et de la Communication dans le Gouvernement Bah Oury.
Du 10 novembre 2021 au 13 mars 2024, il est le directeur Général de la Radiodiffusion Télévision Guinéenne (RTG).

## Biographie et études
Fana Soumah est né 1969 à Forécariah où il a fréquente l'école primaire en 1979 et collège BEPC en 1983. Fana Soumah continue ses études à Conakry où il obtient son baccalauréat en 1986 au lycée 02 octobre de Conakry.
A l'université, il obtient un DES en sociologie de l'université Gamal Abdel Nasser de Conakry en 1992.

## Parcours
En 1996, Fana Soumah commence par être journaliste et présentateur au journal parlé de la Radio Nationale (RTG) puis un réalisateur de reportages, d’enquêtes et d’interviews jusqu'en 2003. Il gère le poste de rédacteur en chef du journal télévisé de la télévision nationale de l'an 2000 à 2011. Parallèlement il est devenu le directeur de la télévision RTG2 pour un an en 2009. 
D'octobre 2011 à  avril 2012, il devient également le directeur de la télévision nationale RTG.
En 2014, il occupe la place du directeur général adjoint de la radiodiffusion télévision guinéenne (RTG). Du 10 novembre 2021 au 13 mars 2024, il est le directeur général de la radiodiffusion télévision guinéenne (RTG).
Depuis le 13 mars 2024, il est nommé Ministre de l'Information et de la Communication dans le Gouvernement Bah Oury en remplacement d'Aminata Kaba.

## Vie privée
Marié et père de quatre enfants.